# Saint-Pierre en Miquelon frank
De Saint-Pierre en Miquelon frank was een korte tijd de munteenheid van Saint-Pierre en Miquelon.

## Geschiedenis
Vóór 1890 circuleerden zowel de Franse frank als de Canadese dollar op de eilanden. Deze werden aangevuld met lokale bankbiljetten uit 1890. Op het eiland werd de wisselkoers van 5,4 frank = 1 dollar gehanteerd, hoewel de wisselkoers van de twee goudstandaarden 5,1826 frank = 1 dollar was. Nadat de frank de gouden standaard verliet, circuleerde alleen de frank.
Tijdens de Tweede Wereldoorlog werd voor de eilanden een volledige set bankbiljetten geïntroduceerd. In 1945 adopteerden Saint Pierre en Miquelon een frank die gekoppeld was aan de CFA-frank, waardoor een deel van de devaluatie van de grootstedelijke munt werd vermeden (cf. Réunion-frank). In 1948 werden voor de eilanden munten uitgegeven.
In 1960 adopteerden Saint Pierre en Miquelon de nieuwe frank, waarbij 50 oude frank = 1 nieuwe frank. Lokale bankbiljetten werden gebruikt tot 1965, toen de eilanden samen met de Canadese munt de Franse munt begonnen te gebruiken. De eilanden blijven zowel de Franse als de Canadese munteenheid gebruiken, waarbij de euro in 2002 de frank verving.

## Munten
De enige munten van Saint Pierre en Miquelon waren aluminium munten van 1 en 2 frank, geslagen in 1948.

## Bankbiljetten
Tussen 1890 en 1895 gaf de Banque des Isles Saint-Pierre et Miquelon bankbiljetten van 27 en 54 frank uit. Deze ongebruikelijke coupures waren gelijk aan 5 en 10 Canadese dollars. In 1920 introduceerde de Kamer van Koophandel bankbiljetten in coupures van 0,05, 0,1, 0,25, 0,5, 1 en 2 frank.
In 1943 introduceerde de Caisse Centrale de la France Libre bankbiljetten in coupures van 5, 10, 20, 100 en 1000 frank. Deze werden vanaf 1945 gevolgd door uitgiften van de Caisse Centrale de la France d'Outre-Mer in coupures van 5, 20 en 1000 frank, gevolgd door 10 frank in 1946, 50 frank in 1947 en 100, 500 en 5000 frank in 1950.
Vanaf 1960 werden bankbiljetten uitgegeven met een overdruk van de waarde in nieuwe franken. Deze waren in coupures van 1, 2, 10, 20 en 100 nieuwe frank, overdrukt op biljetten van 50, 100, 500, 1000 en 5000 frank. Het was onderverdeeld in 100 centimes.